# 페터 쿠르트

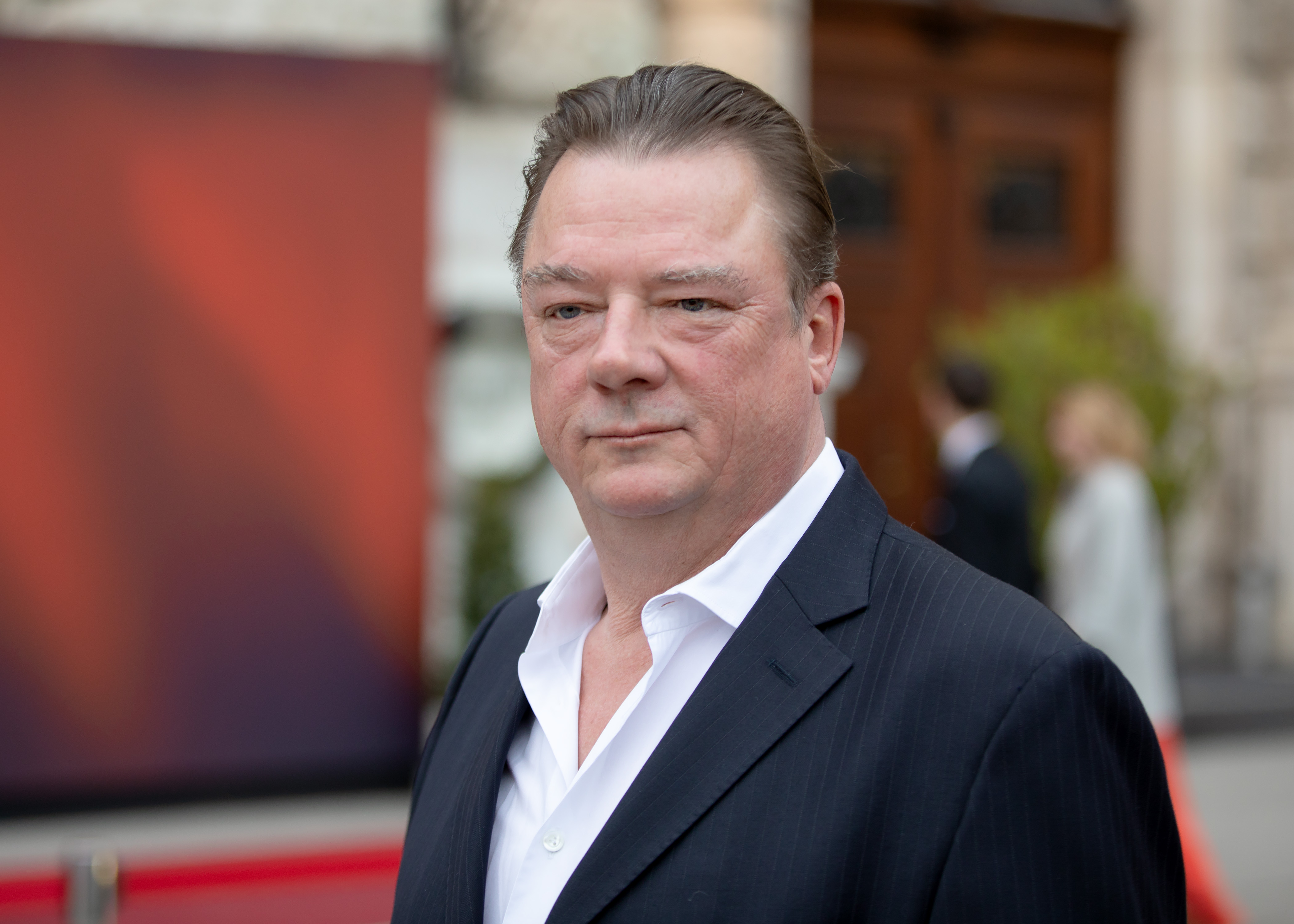

페터 쿠르트(독일어: Peter Kurth, 1957년 4월 4일 ~ )는 독일의 배우이다. 1992년 데뷔하여 지금까지 활동하고 있다.

## 영화
- 피부에 스며드는 겨울 (2018년)
- 인 디 아일 (2018년) - 브루노 역
- 엔드 오브 더 시즌 (2017년)
- 파라다이스 (2016년)
- 어 맨 언더 서스픽션 (2016년)
- 어 헤비 하트 (2015년)
- 골드 (2013년)
- 그림자 속에서 (2010년)
- 보드카 위스키 (2009년)
- 나의 친구 (2006년)
- 세큐리티 (2006년)
- 유령 (2005년)
- 아나스타샤 (1986년)